# Луков, Валерий Андреевич
Вале́рий Андре́евич Лу́ков (29 июля 1948, Москва — 11 июля 2020, Москва) — советский и российский социолог, философ и культуролог. Доктор философских наук (1989), доктор социологических наук (2019), профессор. 
Директор Института фундаментальных и прикладных исследований МосГУ (2004—2017), заместитель главного редактора журнала «Знание. Понимание. Умение».  
Автор ряда научных трудов в области социологии молодёжи, социального проектирования, методологических проблем исследования человека, культуры, общества. Вместе со своим братом —  литературоведом и культурологом Владимиром Луковым разработал тезаурусную концепцию гуманитарного знания.

## Биография
В 1969 году окончил факультет русского языка и литературы МГПИ имени В. И. Ленина и в 1972 году отделение журналистики Высшей комсомольской школы (ВКШ) .
С 1973 года работал в научных подразделениях Высшей комсомольской школы при ЦК ВЛКСМ: младший, старший научный сотрудник, заместитель заведующего, заведующий отделом Научно-исследовательского центра при Высшей комсомольской школе при ЦК ВЛКСМ. В 1990–1992 годах — заведующий лабораторией, главный научный сотрудник Института молодёжи, в 1992–1994 годах — заместитель главного редактора государственного издательства «Педагогика-Пресс», с 1994 года — по настоящее время профессор кафедры социологии Московского гуманитарного университета.
В 1977 году в МГПИ имени В. И. Ленина защитил диссертацию на соискание учёной степени кандидата философских наук по теме «Идейно-политическое единство молодёжи в условиях социализма: (На материале европейских социалистических стран)» (специальность 09.00.02 — научный коммунизм).
В 1988 году в Высшей комсомольской школе при ЦК ВЛКСМ защитил диссертацию на соискание учёной степени доктора философских наук по теме «Молодёжное движение в социалистическом обществе: методологические аспекты» (специальность 09.00.02 — научный коммунизм).
В 1989–1990 годах — доцент Академии общественных наук при ЦК КПСС.
В 1993 году присвоено учёное звание профессора.
В 2002–2008 годах — заместитель ректора по научной и издательской работе, с 2008 года — проректор по научной и издательской работе МосГУ. Одновременно с 2004 года — директор Института фундаментальных и прикладных исследований МосГУ.
В 2006 году присвоено звание Заслуженный деятель науки Российской Федерации.
Участник разработки основ государственной молодёжной политики, проекта Закона СССР «Об общих началах государственной молодёжной политики в СССР» (принят в 1991 году, премия Ленинского комсомола), руководитель рабочих групп Государственной Думы РФ по созданию проектов федеральных законов «О государственной поддержке молодёжных и детских общественных объединений» (принят в 1995 году), «Об основных гарантиях прав ребёнка в РФ» (принят в 1998 году), ряда законопроектов в области государственной молодёжной политики субъектов РФ. Ответственный редактор государственных докладов о положении молодёжи в РФ (1996, 1998, 2000).
В 1995–2000 годах заместитель председателя Экспертно-консультативного совета при Комитете по делам женщин, семьи и молодёжи Государственной Думы, в 2004–2005 годах — вновь член этого совета.
В 2000–2005 годах член Экспертного Совета при Комитете Государственной Думы по труду и социальной политике.
С 2002 года член Городского координационного совета по государственной поддержке развития детского движения Москвы.
18 декабря 2019 года в МосГУ защитил диссертацию на соискание ученой степени доктора социологических наук по теме «Социокультурные основания субъектности российской молодёжи (тезаурусная концепция молодёжи)» (по специальности 22.00.06 — социология культуры); официальные оппоненты — доктор социологических наук, профессор Л. А. Гегель, доктор социологических наук, профессор Е. Л. Омельченко и доктор социологических наук, профессор Н. Н. Федотова; ведущая организация — Институт социально-политических исследований РАН.
Скончался 11 июля 2020 года в Москве.

## Монографии
- «Социальная экспертиза» (1996)
- «Социология молодежи: Теоретические вопросы» (1999, совм. с А. И. Ковалевой, издана также в Польше, 2003)
- «Курсанты: Плац. Быт. Секс» (2005, совм. с Д. Л. Агранатом)
- «Глобализация и воспитание» (2007, также издана в Польше)
- Луков Вал. А., Луков Вл. А. Тезаурусы: Субъектная организация гуманитарного знания. — М.: Изд-во Нац. ин-та бизнеса, 2008. — 784 с. — 1000 экз. — ISBN 978-5-8309-0272-4 (архивировано в WebCite / WaybackMachine).
- Луков Вал. А., Луков Вл. А. Тезаурусы II : Тезаурусный подход к пониманию человека и его мира. — М.: Изд-во Нац. ин-та бизнеса, 2013. — 640 с. — 700 экз. — ISBN 978-5-8309-0391-2.
- «Социальное проектирование» (уч. пособие, 8 изд., 2009)
- Теории молодежи: Междисциплинарный анализ. — М.: «Канон+» РООИ «Реабилитация», 2012. — 528 с. — 800 экз. — ISBN 978-5-88373-264-4.
- Биосоциология молодежи : теоретико-методологические основания. — М.: Изд-во Моск. гуманит. ун-та, 2013. — 430 с. — ISBN 978-5-98979-940-3.
- Захаров Н. В., Луков Вал. А., Луков Вл. А. Драматургия А. С. Пушкина: проблема сценичности / Н. В. Захаров, Вал. А. Луков, Вл. А. Луков и др. — М.: Изд-во Моск. гуманит. ун-та, 2015. — 412 с. — 600 экз. — ISBN 978-5-906822-63-5 (архивировано в WebCite).
- Тезаурусная социология : в 4 т. — М.: Изд-во Моск. гуманит. ун-та , 2018. — Т. 1. — 608 с. — ISBN 978-5-907017-45-0.[8]

- ИФПИ: люди, идеи, проекты, публикации : История, современное состояние, перспективы Института фундаментальных и прикладных исследований, его центров и отделов. Публикации ИФПИ и его сотрудников в 2004–2018 годах. — М.: Изд-во Моск. гуманит. ун-та , 2019. — 524 с. — ISBN 978-5-907194-32-8.[9]
- Луков В. А., Луков С. В. Отношение молодежи к подвигу советского народа в Великой Отечественной войне: Итоговые таблицы эмпирического исследования, проведенного в феврале — марте 2020 года Социологическим центром Института фундаментальных и прикладных исследований. — М.: Изд-во Моск. гуманит. ун-та , 2020. — 72 с. — ISBN 978-5-907194-70-0.[10]

## Избранные статьи
- Луков Вал. А. Студенты Москвы: ожидание перемен? // Знание. Понимание. Умение. — 2005. — № 2 (архивировано в WebCite). — С. 183—188.
- Луков Вал. А. Ильинский Игорь Михайлович // Знание. Понимание. Умение. — 2014. — № 3 (архивировано в WebCite). — С. 389–397.

- Луков Вал. А., Луков Вл. А. Специфика гуманитарных наук и тезаурусная концепция // Информационный гуманитарный портал «Знание. Понимание. Умение». — 2013. — № 1 (январь —  февраль).
- Луков Вал. А. Ноосфера, понимаемая как тезаурус // Информационный гуманитарный портал «Знание. Понимание. Умение». — 2014. — № 2 (март —  апрель) (архивировано в WebCite).
- Луков Вал. А. Тезаурусный анализ в гуманитарном знании: итоги проекта // Знание. Понимание. Умение. — 2014. — № 4 (архивировано в WebCite). — С. 125–136.